# Ngựa đen Anh Cũ
Ngựa đen Anh Cũ (còn được gọi là Ngựa đen Lincolnshire) là một giống ngựa đã tuyệt chủng.
Trong thời gian chinh phục Norman vào năm 1066, những người chinh phục đã đưa một số Ngựa lớn từ châu Âu qua Kênh Anh và phối giống chúng với những con ngựa bản địa. Cuối cùng, một loại khác biệt đã tiến hóa được gọi là Ngựa Đen Anh Cũ.
Mặc dù có cái tên là Ngựa đen, giống ngựa này không hẵn là một giống ngựa màu. Trong một thời gian dài, màu hồng ngựa và màu nâu là phổ biến hơn so với ngựa có màu đen. Ngoài ra còn có các màu khác như màu lang, các tông màu xám và màu hạt dẻ. Các vệt đốm màu không giống với những con ngựa thuộc giống Ngựa Clydesdale.
Những con ngựa lớn Hà Lan (có thể là ngựa có nguồn gốc Brabant và Friesian) đã được William III nhập khẩu khi ông phát hiện ra rằng những con ngựa kéo trong thời đại của ông không đủ mạnh để thực hiện nhiệm vụ rút cạn đầm lầy Lincolnshire. Những con ngựa này được biết đến với cái tên Ngựa đen Lincolnshire.
Cuối cùng, Ngựa Đen Anh Cổ đã trở thành một giống ngựa đã tuyệt chủng và dòng máu của nó đã hợp nhất với các giống ngựa khác. Theo Hall và Clutton-Brock, Robert Bakewell đã phát triển Ngựa đen Anh Cổ thành Ngựa đen Leicestershire, tiền thân của Ngựa Shire của vùng trung du. Ngựa đen Anh Cũ ảnh hưởng nặng nề đến dòng máu của Ngựa Clydesdale và ngựa Shire, và những giống ngựa này ngày nay có nhiều đặc điểm được thừa hưởng từ tổ tiên của chúng.